# Polydesma collutrix
Polydesma collutrix là một loài bướm đêm trong họ Erebidae.